# Liman-von-Sanders-válság

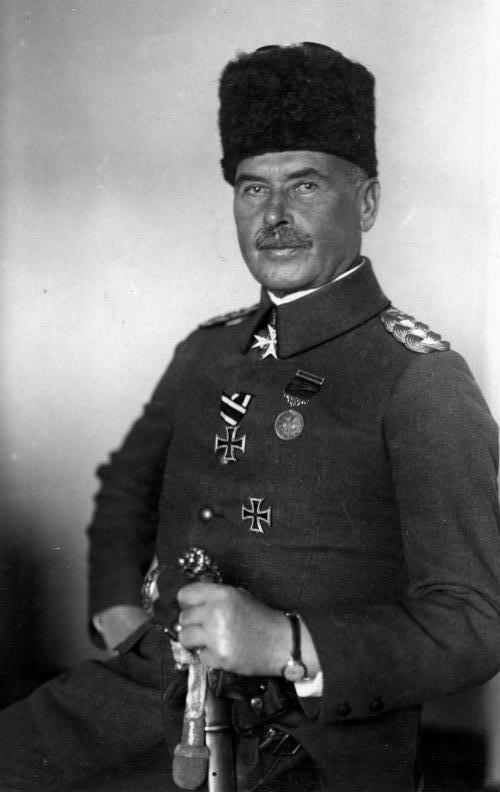
Liman von Sanders pasa török főparancsnokként az első világháborúban (1916)

A Liman-von-Sanders-válság (Liman-von-Sanders-affér avagy Liman-affér) volt az utolsó jelentősebb diplomáciai konfliktus az első világháború kitörése előtt, amit még sikerült rendezni. 1913 elején az Oszmán Birodalom egy katonai misszió küldését kérte Németországtól Konstantinápolyba, melynek vezetésével Otto Liman von Sanders altábornagyot bízták meg. Oroszország ebben a német befolyás növekedését, sőt a Boszporusz és a Dardanellák tengerszorosok feletti ellenőrzés megszerzésére tett próbálkozást látta. Ezek a szorosok vezettek ki a Fekete-tengerről az Égei-tengerre és így a cári birodalom közvetlen stratégiai érdekeit érintették, mivel Oroszország európai részének nem voltak máshol jégmentes kikötői a téli időszakban. Nagy-Britannia és Franciaország a német misszióban szintén komoly veszélyt vélt felfedezni, de nem ítélte ezt meg fenyegetőnek, mivel ők maguk is rendelkeztek katonai tanácsadókkal az országban: a britek egy haditengerészeti missziót tartottak ott fent, mely a török flottának Arthur Limpus tengernagy személyében a főparancsnokot is adta, míg Franciaország Albert Baumann tábornok révén a csendőrség vezetőjét adta.

## Előzmények
Az oszmán hadsereg Balkán-háború során elszenvedett veresége 1912-13-ban az európai nagyhatalmaknál erősítette azt a benyomást, hogy az Oszmán Birodalom összeomlása a küszöbön áll. Emiatt a stratégiai fontosságú tengerszorosoknál hatalmi vákuum létrejötte fenyegetett, amire készülve Nagy-Britannia, Oroszország és Franciaország valamint Németország arra törekedtek, hogy a befolyásukat kiépítsék Törökországban, a Dardanellák és a Boszporusz mentén. Az Oszmán Birodalom felosztása is szóba került.
Az Oszmán Birodalom katonai gyengesége miatt az ifjútörök mozgalom vezette új török kormányzat tartós reformokat és átszervezéseket igyekezett végrehajtani és a hadsereg megerősítése érdekében 1913. május 22-én hivatalosan megkereste a Német Birodalom kormányzatát azzal a kéréssel, hogy küldjön egy nagy hatáskörrel felruházni kívánt katonai missziót. Németország ezirányú felkérése magától értetődő volt, mivel már több missziót küldött az Oszmán Birodalomba. A Német Birodalom a Balkán államai és az Oszmán Birodalom közötti béketárgyalások során is az utóbbit támogatta. Előtte már január 3-án a török külügyminiszter, Gabriel Noradunghian a német nagykövethez, Hans von Wangenheimhez fordult azzal a kéréssel, hogy rövid időn belül tájékoztassa a görög szolgálatban álló francia Eydoux tábornok kompetenciáiról. Két nappal később Wangenheim a berlini külügyminisztériummal közölte ezt a kérést, utalást téve arra, hogy a Porta fontolgatja egy német tábornok főparancsnoknak való kinevezését a békeidőkre. 1913 februárjában a török nagyvezér, Mahmud Sehkvet úgy nyilatkozott, szándékában áll egy nagy, német katonai missziót fogadni a legalapvetőbb reformok végrehajtásához – hasonlóan ahhoz, ahogy Görögország alkalmazza Eydoux tábornokot.
A német kormányzat a misszió elküldésével az Oszmán Birodalom 1912-es Balkán-háborúban elszenvedett veresége után is igyekezett a tanácsadói tevékenységét erőteljesebben folytatni. Ennek oka volt az is, hogy az előző háborúk során a törökök katonai vereségei révén csorbát szenvedett német tanácsadói tevékenység imázsát javítsák, valamint hogy Németország befolyását ezzel biztosítsák, a britekét esetlegesen korlátozzák és a német hadiipar számára megrendeléseket szerezzenek.

## Lefolyása

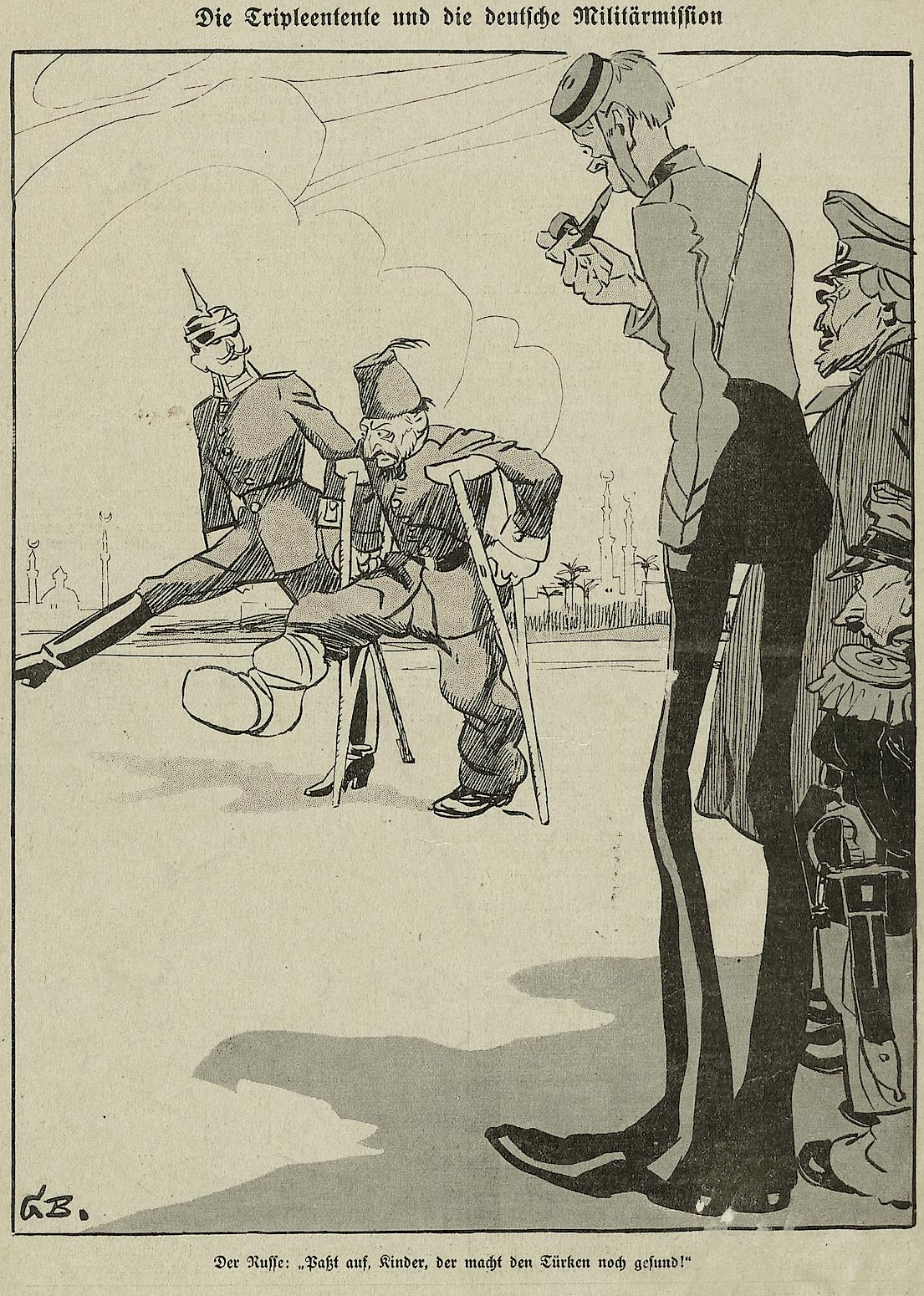
Gustav Brandt Liman-von-Sanders-válságról készült karikatúrája: Egy német kiképzőtiszt a Boszporusz beteg emberének tanítja a díszlépést az angolok, franciák és oroszok érdeklődő tekintete mellett (Kladderadatsch, 1914. január)

Közvetlenül azután, hogy Liman von Sanders a misszió első tisztjeivel 1913. december 14-én megérkezett az akkori török fővárosba, Konstantinápolyba, a szerződésnek megfelelően Dzsemál pasától átvette a török hadsereg I. hadtestének az irányítását, melynek főhadiszállása a fővárosban volt. Ezáltal nem csak tanácsadóként és az újjászervezés terén lett aktív, hanem parancsnokként is a stratégiai fontosságú tengerszoros partján lévő metropoliszban. Liman von Sanders azért vállalta el ezt a parancsnokságot, hogy az I. hadtestből egyfajta mintahadtestet hozzon létre és ez kiképzőhelyként szolgáljon a török tisztek számára a fővárosban. Az orosz nagykövet, Mihail Nikolajevics von Giers a brit és a francia követtel közösen december 13-án kérdést intézett a nagyvezérhez a német misszió jellegével és méretével kapcsolatosan, amit az két nappal később csak félhivatalosan akart megválaszolni. Az orosz kormányzat úgy hitte, hogy Isztambulban egy német tiszt hadtestparancsnokká való kinevezése révén Németország „de facto ura lett a helyzetnek Konstantinápolyban, ezáltal Oroszországot kész tény elé állította ebben a viszonylatban […].”
Két konkrét körülmény – a presztízs és az arcvesztés kérdése mellett – nehezítette látszólag a megoldást: az ifjútörökök által fémjelzett kormányzat az antanthatalmak tájékoztatási és együttműködési kéréseit elhárítandó először a német tiszttel kötött szerződés bármiféle módosításától elzárkózott. A német külügyminisztérium és a német nagykövetség eleinte hiába próbálta Liman von Sanderst meggyőzni arról, hogy az I. hadtest parancsnokságát adja le egy előléptetéssel járó feladatért cserébe, például a török hadsereg főfelügyelőjeként való alkalmazás révén.
1914 január elején váratlanul leváltották az oszmán hadügyminisztert, Ahmed Izzet pasát és a 31 éves ifjútörök Enver pasa lépett a helyére, akit ezennel vezérőrnaggyá léptettek elő. Ő azonnali hatállyal és gyakran politikai megfontolásból több mint 200 tisztet mentett fel megbízatásából és egy részüket le is tartóztatta. Ezzel egyidőben Enver pasa Liman von Sanders hozzájárulása nélkül megtett egy német tisztet a török vezérkar tagjának a misszióvezetővel kötött szerződésben foglaltakat megsértve, így az január 8-án késznek mutatkozott az I. hadtest parancsnokságának leadására. Ezzel együtt várta az előléptetését és új feladatkör meghatározását számára, amit a német kormányzat már 1913 végén felvetett a probléma megoldási módjaként. Vilmos császár ennek megfelelően 1914. január 14-én Liman von Sanderst idő előtt lovassági tábornokká léptette elő és ezzel oszmán marsallnak minősült a szerződés értelmében. Ezáltal a török I. hadtest parancsnokságát le tudta adni és ehelyett az oszmán hadsereg főfelügyelőjévé nevezték ki.
A diplomáciai válság, melyből közvetlen háborús veszély nem adódott, bár a Német Birodalom engedékenysége révén rendezhető volt, az orosz-német viszonyt tartósan megrontotta. Habár a berlini katonai és politikai vezetés lemondott az Oroszország által kifogásolt parancsnokságról, de az Oszmán Birodalmon belüli meghátrálás jelentős presztízs- és hatalomvesztés nélkül sikerült, így az orosz kormányzat és az antant nem érte el a valódi célját, ami a német katonai misszió és a tengerszorosok mentén a német befolyás gyengítése lett volna. A katonai misszió tekintélye számára kedvezőtlen volt, hogy időben ekkoriban volt a Törökországon belüli katonai válság, melynek során 1914 januárjában Ahmed Izzet pasát a vezérőrnaggyá előléptetett Enver pasa váltotta a hadügyminisztérium élén, aki számos katonatisztet menesztett.

## Hatása és értékelése

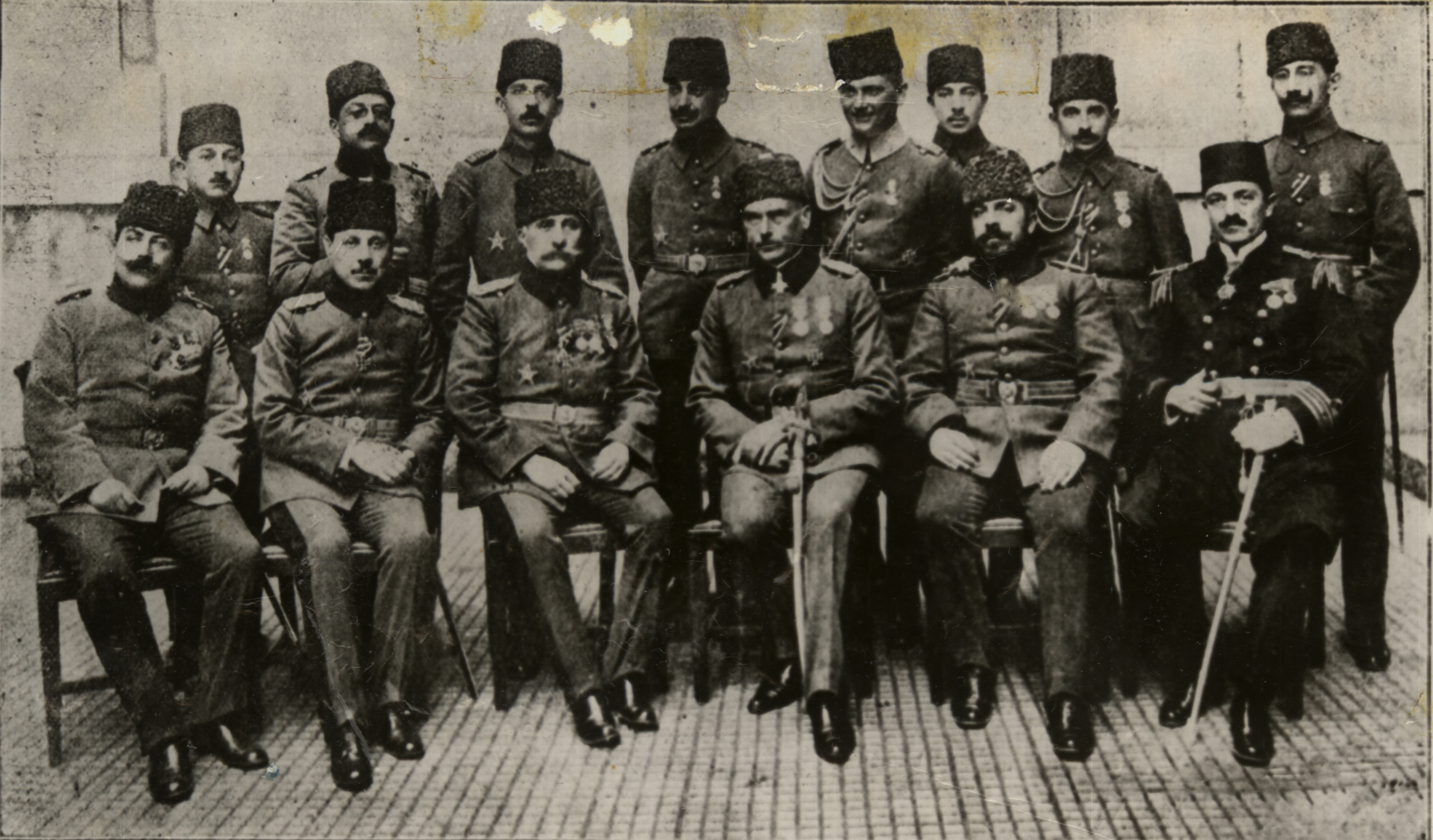
Liman pasa és török törzskara 1914-ben

Időnként felvetődik a kérdés, hogy a német katonai misszió tevékenysége hozzájárulhatott-e az első világháború kitöréséhez. Az oszmán haderő hatékony újjászervezése talán vezethetett az orosz kormányzat erősebb harcra való hajlamához, mivel a tengerszorosok stratégiai jelentőséggel bírtak számára és 1914 áprilisában, májusában és júniusában átfogó próbamozgósításokat tartottak. Christopher Clark történész szerint a válság megmutatta, „hogy egyes orosz politikusok gondolkodásmódja időközben mennyire harciassá vált.”
- Oroszország számára a tengerszorosok feletti ellenőrzés megszerzése nyíltan megfogalmazott cél volt. Ennél fogva a politikája az Oszmán Birodalom destabilizálására törekedett és ezért ellenezte a hadseregének erősítését.
- A brit kormányzat a Liman-válság idején maga is erősen szerepet vállalt Törökországban. 1912 óta Arthur Limpus tengernagy volt a haditengerészetének főparancsnoka. 1913 december elején egy brit hajógyári szövetség és Törökország köttetett szerződés értelmében előbbiek kaptak engedélyt új dokkok, arzenálok, hajógyárak megépítésére és karbantartására. Ezzel egyidőben a török kormányzat francia finanszírozásnak köszönhetően két modern csatahajót rendelhetett brit hajógyáraktól.[16][17][18] Emiatt a brit kormányzat az antant-beli szövetségesének, Szazanov orosz külügyminiszternek a követeléseit összességében vonakodva, ha nem éppen azt fékezve támogatta.
- Franciaország mindenekelőtt gazdaságilag volt jelen az Oszmán Birodalomban és fő hitelezője volt a csődbe ment országnak. A stabilizálásában csak annyiban voltak érdekelt, hogy a francia gazdasági tevékenység és a hitelek visszafizetése rendben történhessen, abban érdeke azonban nem lehetett, hogy a német befolyás a sajátja rovására növekedjen. Franciaország emellett az Oszmán Birodalomban, és főleg a Szíriában élő katolikusok hivatalos védelmezője volt.
- A Német Birodalom politikai vezetése tekintettel a viszonylagos izoláltságára Európában érdekelt volt a politikai és katonai kapcsolatok erősítésében az Oszmán Birodalommal. A bagdadi vasút építése révén a számos akadály ellenére remélt némi politikai befolyást a birodalom keleti felében is.

A német katonai misszió nem lépett fel aktívan egy német-török katonai szövetség megkötése érdekében és a kiküldetése mögötti politikai motiváltság ellenére nem volt politikailag aktív. Habár a misszióra német részről egy német-török katonai szövetség fontos előfeltételeként tekintettek, annak létrejöttében egészen a török hadbalépés előtti hetekig csekély szerepet játszott. Még az 1914. augusztus 2-án köttetett titkos német-török szerződés sem kötelezte az Oszmán Birodalmat a központi hatalmakkal való koalícióra lépésre.
Tekintettel a nagyhatalmak érdekeire és különösen a háború előtti európai szövetségi rendszerekre megállapítható, hogy a katonai misszió tevékenysége önmagában, avagy a török I. hadtest parancsnokságának Liman von Sanders általi átvétele nem járult hozzá az első világháború kitöréséhez. Az ifjútörök kormányzat – még ha a németektől sürgetve is  – a saját érdekeit figyelembe véve csatlakozott a központi hatalmakhoz a háborúban és ezzel a saját céljait igyekezett elérni. A németek a misszió révén nem szerezték meg az ellenőrzést a tengerszorosok felett és legalábbis a misszió nem is törekedett erre. 

## Fordítás
- Ez a szócikk részben vagy egészben  a   Liman-von-Sanders-Krise című német Wikipédia-szócikk ezen változatának fordításán alapul.  Az eredeti cikk szerkesztőit annak laptörténete sorolja fel. Ez a jelzés csupán a megfogalmazás eredetét és a szerzői jogokat jelzi, nem szolgál a cikkben szereplő információk forrásmegjelöléseként.